# بيتر غالو
بيتر غالو (بالإنجليزية: Peter Gallo)‏ هو فنان أمريكي، ولد في 1959.